# Oxyzygonectes
Oxyzygonectes is een monotypisch geslacht van straalvinnige vissen uit de familie van vierogen (Anablepidae).

## Soort
- Oxyzygonectes dovii (Günther, 1866)